# Rahitism
Rahitismul este o afecțiune caracteristică primei copilării, ce constă în calcifierea insuficientă a țesutului fundamental osos. Printre simptome se numără picioarele strâmbe, tulburări de creștere, dureri osoase, fruntea mare și probleme de somn. Complicațiile pot include fracturi osoase, spasme musculare, scolioză sau handicap intelectual.
Cea mai frecventă cauză este deficitul de vitamină D. Acest lucru poate rezulta dintr-o dietă fără suficientă vitamina D, pielea întunecată, expunerea redusă la soare, alăptarea exclusivă fără suplimentarea cu vitamina D,  celiachie și anumite afecțiuni genetice. Alți factori pot include insuficiența de calciu sau fosfor. Mecanismul de bază implică o calcifiere insuficientă a plăcii epifize. Diagnosticul se bazează, în general, pe testele de sânge care indică un nivel scăzut de calciu și/sau fosfor și o fosfatază alcalină ridicată, împreună cu radiografia.
Prevenirea include suplimente de vitamina D pentru bebelușii alăptați exclusiv la sân. Tratamentul depinde de cauza de bază. Dacă acesta este lipsa de vitamina D, tratamentul este de obicei vitamina D și calciu. Acest tratament duce în general la îmbunătățiri în câteva săptămâni. Deformitățile osoase se pot repara, de asemenea, în timp. Ocazional, chirurgia este necesară pentru a remedia deformările osoase. Formele genetice ale bolii necesită de obicei tratament specializat.
Rahitismul apare relativ frecvent în Orientul Mijlociu, Africa și Asia. În general este neobișnuit în Statele Unite și Europa, cu excepția anumitor grupuri minoritare. Debutează în copilărie, de obicei între vârsta de 3 și 18 luni. Rata de înbolnăvire este independentă de sex. Cazurile din ceea ce se crede că au fost rahitism au fost descrise încă din secolul I iar boala era răspândită în tot Imperiul Roman. Boala a fost frecventă în secolul XX. Tratamentele timpurii au inclus utilizarea uleiului de ficat de cod.